# René Desaeyere
René Oscar Desaeyere (* 14. September 1947 in Antwerpen) ist ein ehemaliger belgischer Fußballspieler und -trainer.

## Karriere
Desaeyere begann seine Karriere 1967 bei K Beerschot VAC. 1970 wechselte er zu Royal Daring Club. 1971 wechselte er zum Erstligisten Royal Antwerpen. Für den Verein bestritt er 191 Erstligaspiele und schoss dabei acht Tore. 1974 und 1975 wurde er mit dem Verein Vizemeister der 1. Division. 1975 erreichte er das Finale des Belgischen Fußballpokal. 1980 wechselte er zu RWD Molenbeek. 1983 wurde er mit dem Verein Tabellendritter der 1. Division. Von 1983 bis 1987 war er außerdem noch bei den Vereinen Berchem Sport und KFC Dessel Sport unter Vertrag. 1987 beendete er seine Karriere als Fußballspieler.
1984 wurde Desaeyere bei KFC Dessel Sport als Trainer eingestellt. Er trainierte in den folgenden Jahrzehnten zahlreiche bekannte belgische Vereine wie beispielsweise Berchem Sport, KSK Beveren, KV Kortrijk und Royal Antwerpen. 2010 wechselte er nach Thailand. Hier unterschrieb er einen Vertrag bei Muangthong United. Mit dem Verein wurde er 2010 thailändischer Meister. Danach trainierte er beim Chiangmai FC, Suphanburi FC und dem Police Tero FC. 2013 kehrte er zu Muangthong United zurück und wurde im selben Jahr Vizemeister der Thai Premier League.

## Erfolge

### Trainer
Muangthong United
- Thailändischer Meister: 2010